# Улан-Бургаси
Хребетът Улан-Бургаси (на руски: хребет Улан-Бургасы; на бурятски: Улаан бургааhан, „улаан“ — червен, "бургааһан" — малка бреза, брезово храстче) е планински хребет в Забайкалието, разположен в централната част на Република Бурятия, Русия. Простира се от югозапад на североизток на протежение около 200 km, между реките Турка (влива се в езерото Байкал) и Курба (десен приток на Уда, от басейна на Селенга). На североизток се свързва с Икатския хребет. Средна надморска височина 1400 – 1800 m, максимална връх Хурхаг 2033 m (52°54′25″ с. ш. 109°03′00″ и. д. / 52.906944° с. ш. 109.05° и. д.). разположен в централната му част. Изграден е от древни метаморфни скали, пронизани от интрузивни гранити. Релефът е предимно среднопланински. От него водят началото си река Курба и нейните десни притоци – Саналей и др., левите притоци на река Турка – Урикта, Коточик и др., Кика (влива се в езерото Байкал) и Итанца (десен приток на Селенга). Подножията му и южните му склонове на височина до 700 – 800 m са обрасли с планинска степна растителност, по-нагоре следва лиственична тайга, а билото и върховете над 1600 m са заети от голи каменисти и скалисти пространства т.нар. „голци“.

## Топографска карта
- N-49-Б, М 1:500 000[3]
- N-49-В, М 1:500 000[4]
- N-49-Г, М 1:500 000[5]